# The Boyz
The Boyz (кор. 더보이즈; стилизуется как THE BOYZ; ранее известные как Cre.kerz) — южнокорейский бой-бенд, сформированный в 2017 году компанией IST Entertainment. Группа состоит из 11 участников: Санён, Джейкоб, Ёнхун, Хёнджэ, Джуён, Кевин, Нью, Кью, Ханён, Сону и Эрик. Хвалль покинул группу в 2019 году. Дебют состоялся 6 декабря 2017 года с мини-альбомом The First.

## История

### Пре-дебют
В 2016 и в начале 2017 некоторые участники приняли участие в съёмках различных музыкальных видео, как и в главных ролях, так и во второстепенных. Кевин был впервые представлен общественности в качестве участника K-pop Star 6, но он покинул шоу в самом начале. Вследствие этого, в апреле 2017 года, ему удалось выпустить саундтрек к дораме «Саимдан: Дневник света». В январе 2017, Сону стал участником шоу High School Rapper, но он также покинул шоу в самом начале. В марте 2017 Ханён стал участником 2-го сезона Produce 101 и прошёл в финал шоу расположившись на 19 месте.
Первый анонс группы произошёл 4 июля через социальные сети агентства. Группа получила первоначальное название — Cre.kerz. 18 июля, группа получила своё официальное название — The Boyz. С 23 августа по 11 октября ребята участвовали в своём первом шоу Flower Snack, после него была выпущена их первая песня «I’m Your Boy». Также 28 октября был проведён первый фанмитинг «Heart to Heart», куда было приглашено 1000 фанатов.
В ноябре двенадцатью участниками был подписан контракт для бренда школьной формы Skoolooks, а также для косметического бренда Siero Cosmetic.
4 декабря Cre.ker подтвердили, что участниками был подписан контракт с Sony Music для продвижения в Японии.

### 2017—2018: Дебют сThe First,The Star,The SphereиThe Only
6 декабря 2017 года The Boyz официально дебютировали с мини-альбомом The First с ведущим синглом «Boy». С 12 февраля по 15 марта транслировалось их второе реалити-шоу The 100. В результате этого шоу они провели онлайн-мини-концерт 23 марта. У Санёна было первое появление на шоу We Are, которое транслировалось с 26 февраля до его отмены 26 марта. Группа была приглашена выступить на 12-й Азиатской кинопремии 17 марта в Макао, это было их первое зарубежное выступление.
Группа выпустила свой второй мини-альбом Play the Start и с ведущим синглом «Giddy Up» 3 апреля 2018 года. Из-за проблем со здоровьем Хвалль не продвигался с группой и впоследствии был вынужден прекратить всю деятельность в течение трех месяцев.

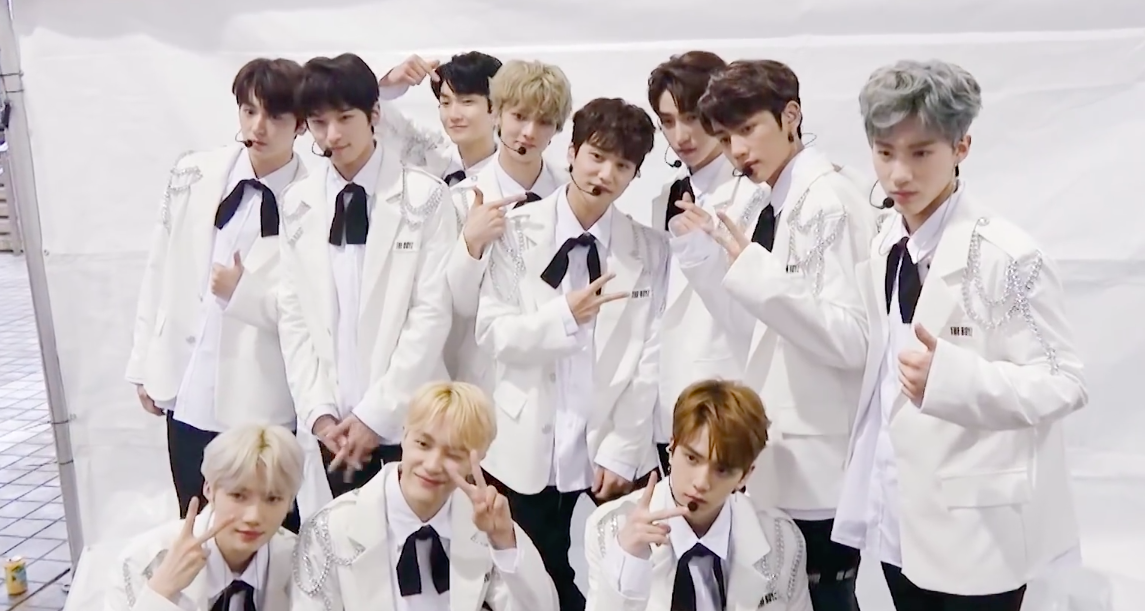
Boyz в мае 2018 года

12 участников вместе с Хвалль, который вернулся из перерыва, выпустили специальный цифровой сингл под названием «Keeper» 12 июля. 24 июля они выиграли свою первую награду на Korea Brand Awards
Группа появилась на реалити-шоу Happy Arrived at Our House, целью которого было повышение осведомленности о проблеме брошенных уличных собак в Корее. Они временно заботились о двух щенках, пока они не нашли дом.
30 августа группа получила ещё одну награду на премии Soribada Best K-Music Awards. 5 сентября они сделали свое первое возвращение за 5 месяцев с сингловым альбомом The Sphere и песней «Right Here».
28 сентября, Кью был объявлен последним участником Main Dancers of Hallyu, вместе с другими участниками из разных бойз-бендов в том числе Шону из Monsta X, Югёмом из GOT7, Хоши из SEVENTEEN, Тэёном из NCT и JR из NU'EST.
Группа выпустила свой третий мини-альбом The Only с ведущим синглом «No Air» 29 ноября.
1 декабря группа выиграла ещё одну награду на Melon Music Awards.

### 2019—2020: Азиатский тур,Bloom Bloom,Dremlike, японский дебют, уход Хвалля,Reveal,Road to Kingdom, иChase

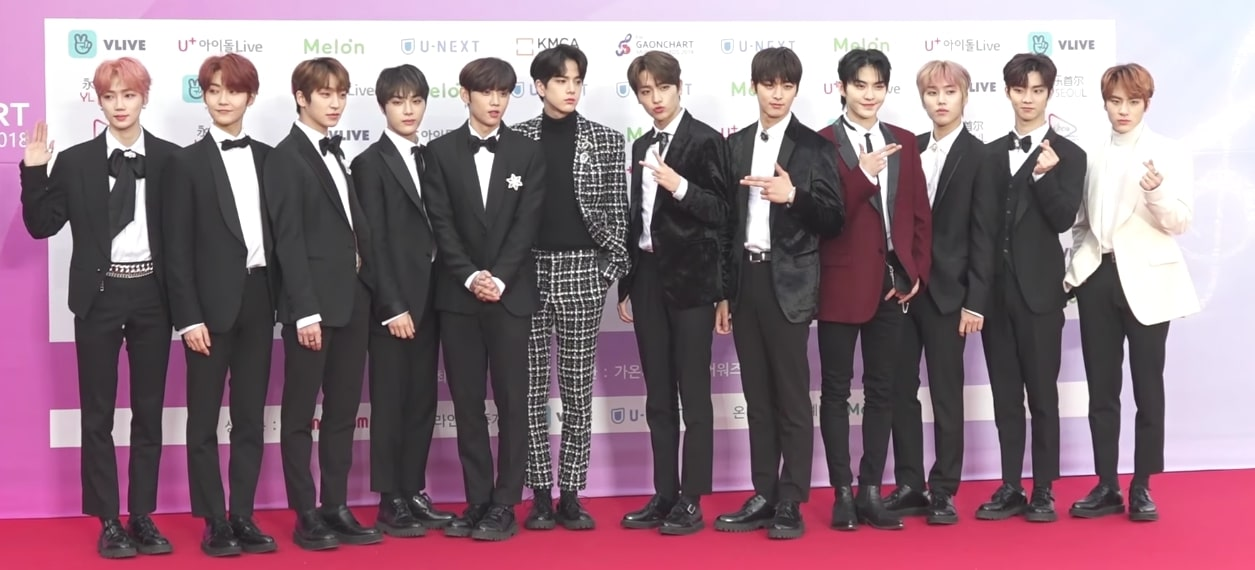
Группа в январе 2019 года.

В январе, Cre.ker объявил, что Boyz проведет свой первый азиатский тур, Boyz Asia fan-con tour The Castle, с датами в Южной Корее, Японии, Гонконге, Сингапуре, Индонезии, Таиланде, Тайване и Филиппинах.
29 апреля группа выпустила свой второй сингл альбом Bloom Bloom и его одноимённый ведущий сингл.
7 мая Boyz получили свою первую в истории победу в музыкальном шоу на The Show.
Группа выпустила свой четвёртый мини-альбом Dreamlike и её ведущий сингл «D.D.D» 19 августа.
3 октября Хвалль официально покинул группу из-за проблем со здоровьем.
6 ноября The Boyz официально дебютировали в Японии с первым японским мини-альбомом Tattoo с одноимённым синглом.
С 11 по 20 декабря группа гастролировала по Берлину, Парижу, Лондону и Амстердаму в рамках своего европейского тура под названием Dreamlike.
10 февраля 2020 года группа выпустила свой первый студийный альбом Reveal.
20 марта было объявлено, что группа присоединится к реалити-шоу Road to Kingdom. 12 июня они выпустили свою новую песню «Checkmate» для финала шоу. Группа заняла первое место, выиграв шоу и обеспечив себе место в предстоящем шоу Kingdom.
21 сентября группа выпустила свой пятый мини-альбом Chase и его ведущий сингл «The Stealer».
7 декабря группа выпустила специальный цифровой сингл под названием «Christmassy!», посвященный их третьей годовщине с промоушеном «The Azit: 永華».

### 2021—2022:Breaking Dawn,Kingdom: Legendary War,Thrill-ing,Maverick,She’s the BossиBe Aware
12 января было объявлено, что группа выпустит свой первый японский студийный альбом Breaking Dawn 17 марта.
The Boyz участвовали в Kingdom: Legendary War, начиная с апреля, где группа заняла второе место.
11 июля The Boyz выпустили промо-сингл «Drink It» на лейбле Universe Music для мобильного приложения Universe.
9 августа The Boyz вернулись со своим шестым мини-альбомом Thrill-ing с ведущим синглом «Thrill Ride».
17 сентября Kakao Entertainment объявили, что компания, Cre.ker Entertainment и PlayM Entertainment, объединятся, чтобы запустить новый интегрированный лейбл.
1 ноября The Boyz вернулись со своим третьим сингловой-альбомом Maverick с одноимённым ведущим синглом.
6 декабря группа выпустила специальный цифровой сингл под названием «Candles», посвященный их четвёртой годовщине.
27 мая 2022 года The Boyz выпустили свой второй японский мини-альбом She’s the Boss, первый релиз под их новым лейблом Universal Music IST.
17 июня The Boyz выпустили свой второй промо-сингл «Sweet» на лейбле Universe.
16 августа The Boyz выпустили свой седьмой мини-альбом Be Aware.
30 августа было объявлено, что Сону приостанавливает свою деятельность из-за проблем со здоровьем.

## Участники
| Сценический псевдоним | Настоящее имя | Дата рождения | Позиция в группе                               |
| --------------------- | ------------- | ------------- | ---------------------------------------------- |
| Санён                 | Ли Сан Ëн     | 04.11.1996    | Лидер, главный вокалист                        |
| Джейкоб               | Бэ Джун Ëн    | 30.05.1997    | Ведущий вокалист                               |
| Ёнхун                 | Ким Ён Хун    | 08.08.1997    | Вокалист, вижуал                               |
| Хёнджэ                | Ли Джэ Хён    | 13.09.1997    | Ведущий вокалист, ведущий танцор, вижуал       |
| Чжуён                 | Ли Чжу Ëн     | 15.01.1998    | Главный танцор, вокалист, вижуал               |
| Кевин                 | Мун Хён Со    | 23.02.1998    | Главный вокалист                               |
| Нью                   | Чхве Чан Хи   | 26.04.1998    | Главный вокалист, ведущий танцор               |
| Кью                   | Джи Чан Мин   | 05.11.1998    | Главный танцор, вокалист                       |
| Джуханён              | Джу Хан Ëн    | 09.03.1999    | Ведущий танцор, вокалист, рэпер                |
| Сону                  | Ким Сон У     | 12.04.2000    | Главный рэпер, ведущий танцор, вокалист        |
| Эрик                  | Сон Ён Чжэ    | 22.12.2000    | Ведущий рэпер, ведущий танцор, вокалист, макнэ |

### Бывшие участники
| Сценический псевдоним | Настоящее имя | Дата рождения | Позиция в группе                        |
| --------------------- | ------------- | ------------- | --------------------------------------- |
| Хваль                 | Хо Хён Чжун   | 09.03.2000    | Ведущий танцор, вокалист, ведущий рэпер |

## Дискография

### Корейские альбомы

#### Студийные альбомы
- Reveal (2020)
- Phantasy P.t 1 Christmas In August (2023)
- Phantasy P.t 2 Sixth Sense (2023)

### Мини-альбомы
- The First (2017)
- The Start (2018)
- The Only (2018)
- Dreamlike (2019)
- Chase (2020)
- Thrill-ing (2021)
- Be Aware (2022)
- Be Awake (2023)

#### Сингл-альбомы
- The Sphere (2018)
- Bloom Bloom (2019)
- Maverick (2021)

### Синглы / Специальные синглы
- KeePer (2018)
- White (2019)
- Christmassy! (2020)
- Drink It (2021)
- Candles (2021)
- Sweet (2022)
- Last Man Standing (2022)
- All About You (2022)
- Nolza (2023)
- Banana Chacha (2023)
- Dear (2023)

### OSTs
- Priority «Run On» (2021)
- Will Be «Racket Boys» (2021)
- Echo «Solo Leveling» (2022)
- Summer Night «Summer Strike» (2022)
- Stealer «Stealer : The treasure keeper» (2023)
- We are «Castaway Diva» (2023)

### Японские альбомы

#### Студийные альбомы
- Breaking Dawn (2021)
- Delicious (2023)

#### Мини-альбомы
- Tattoo (2019)
- She’s the Boss (2022)

#### Сингл-альбомы
- Here is (2023)

## Фильмография

### Реалити-шоу
| Год       | Название                   | Примечание                                      |
| --------- | -------------------------- | ----------------------------------------------- |
| 2017      | Flower Snack               |                                                 |
| 2018-2019 | Come On! The Boyz          | Come On! The Boyz                               |
| 2018-2019 | Come On! The Boyz          | Come On! The Boyz — What’s Your No.             |
| 2018-2019 | Come On! The Boyz          | Come On! The Boyz — Summer Vacation RPG Edition |
| 2018-2019 | Come On! The Boyz          | Come On! The Boyz School                        |
| 2018-2019 | Come On! The Boyz          | Come On! The Boyz in NY                         |
| 2018      | THE 100                    | V_Live                                          |
| 2018      | Our Happy Home             |                                                 |
| 2018      | Switch                     |                                                 |
| 2018      | Thumping Travel            |                                                 |
| 2018-2020 | Otoseyo                    |                                                 |
| 2020      | Are You Hungry?            |                                                 |
| 2020      | Road to Kingdom            | Победители                                      |
| 2021      | Kingdom: Legendary War     | 2 место                                         |
| 2021      | Chemi-mate ZZG The Boyz    | Universe                                        |
| 2021      | SSAP-DANCE The Boyz        | Universe                                        |
| 2021      | The Blood: Death Match     | Universe                                        |
| 2021      | DND(Do Not Disturb)        | Universe                                        |
| 2021      | Fitness Bboyz              |                                                 |
| 2021      | The Boyz : Time Out        |                                                 |
| 2022      | Immersive The Boyz         | Universe                                        |
| 2022      | Outing! The Boyz           | Come On! The Boyz in GOD-SAENG                  |
| 2022      | The Boyz’s Heaven and Hell |                                                 |

## Концерты

### Хедлайнеры
Мировой тур
- The Boyz First World Tour «The B-Zone» (2022)[46]
- The Boyz World Tour «Zeneration» (2023)[47]

Европейский тур
- First Europe Tour «Dreamlike» (2019)[48]

Японские туры
- The Boyz Japan Tour The B-Zone (2022)[49]